# Tricholoma sejunctum
Tricholoma sejunctum —conocido comúnmente como tricoloma amarillo— es un hongo basidiomiceto de la familia Tricholomataceae. No es venenoso, pero su seta es un comestible muy mediocre que no suele consumirse. Es muy común, y aflora desde verano hasta otoño en bosques de coníferas o de frondosas. Su basónimo es Agaricus sejunctus Sowerby 1799. Su epíteto específico, sejunctum, significa "separado, diferente".

## Descripción
Su seta, de gran tamaño, presenta un sombrero de hasta 12 centímetros de diámetro, que se abre hasta tomar una forma hundida, frecuentemente con un pequeño mamelón en el centro. La cutícula es viscosa en ambientes húmedos, y mate cuando se seca. Presenta tonalidades oliváceas, marrón oscuro, amarillo claro y amarillo verdoso. El pie es blanco, cilíndrico y macizo con tonalidades blancas y amarillentas, y alcanza los 8 centímetros de altura. Su carne es blanca y amarga, y la zona directamente bajo la cutícula toma color amarillento al contacto con el aire. Su olor es harinoso. Las láminas son de color claro, blancas o amarillentas, ventrudas y adheridas al estipe, con numerosas mellas en el borde. La esporada es blanca.